# (27049) Kraus
(27049) Kraus (1998 SB3) – planetoida z pasa głównego asteroid okrążająca Słońce w ciągu 4,47 lat w średniej odległości 2,71 j.a. Odkryta 18 września 1998 roku.